# Quốc ca Cộng hòa Karelia
Quốc ca Cộng hòa Karelia (tiếng Karelia: Karjalan Tasavallan valtiohymni, tiếng Nga: Гимн Республики Карелия, Gimn Respubliki Karelia) là quốc ca của Cộng hòa Karelia, một chủ thể liên bang của Nga. Phần nhạc của bài hát được sáng tác bởi Alexander Beloborodov. Phần lời tiếng Nga được sáng tác bởi Armas Mishin and Ivan Kostin. Phần tiếng Phần Lan chỉ được viết bởi một mình Mishin. Giai điệu của bài quốc ca ở hầu hết các phần đều theo giai điệu của bài dân ca Phần Lan Karjalan kunnailla. Kể từ tháng 12 năm 2001, lời tiếng Nga là lời chính thức duy nhất.

## Lời
| Tiếng Nga | Tiếng Phần Lan | Tiếng Karelia | Tiếng Việt |
| --- | --- | --- | --- |
| Край родной — Карелия! Древняя мудрая земля. Братских племён одна семья, Карелия! Звените, озёра, и пой, тайга! Родная земля, ты мне дорога. Высоко на сопках твоих стою И песню во славу тебе пою. Край родной — Карелия! Ты мне навек судьбой дана. Здравствуй в веках, моя страна, Карелия! Герои былин средь лесов и гор Живут на земле нашей до сих пор. Лейся, песня! Кантеле, звонче пой Во имя карельской земли святой! Край родной — Карелия! Рун и былин напев живой. Вижу рассвет лучистый твой, Карелия! Вижу рассвет лучезарный твой, Карелия! | Kotimaamme Karjala! Ikivanha kaunis maa. Veljeskansat yhteen saa Karjala! Nuo järvet ja vaarat ja hongikot- ne huomisen kutsua kuunnelkoot! Seisoin vaaran harjalla paljain päin ja suljin syliini mitä näin. Kotimaamme Karjala! Ikivanha laulumaa. Työllään etsii kunniaa Karjala! Ne urhot ja sankarit laulujen- ne asuvat täällä entiselleen. Soita, soma kantele, jatku, työ! Soi, laulu, sydämen liekki, lyö. Kotimaamme Karjala! Rahvas rehti, ahkera töin ja lauluin ikuistaa Karjalaa! Töin ja lauluin ylistää Karjalaa! | Kodirandu — Karjalu! Igäine kaunis meijän mua. Heimokanzat yhteh suat, Karjalu! Tuo kuunnelkua järvet dai mečät, suot Kui sydämeh oma mua pajuo tuou. Se mäin piälpäi selvembi nähtä voi — Vie parembi kaikkii mua meijän roih. Kodirandu — Karjalu! Ozan kel elä igä kai. Ryndähis meijän yksi vai — Karjalu! Tiä runoloin rohkiembat poijat vie Kai eletäh salolois, järvien ies. Pajo lennä, kandeleh helkieh lyö, Kiitä Karjalua kaikkie muadu myö. Kodirandu — Karjalu! Runot dai pajot elos piet. Nägyy tiä päivännouzu vies, Karjalu! Päiväzen nouzu nägyy vies, Karjalu! | Vùng đất quê hương—Karelia! Đất nước cổ xưa và thông thái. Một gia đình của các quốc gia-anh em, Karelia! Quầng trăng, hồ, và hát, taiga! Quê hương, Người thân thương với ta. Ta đứng trên núi cao Và một bài hát cho vinh quang của Người, ta hát. Vùng đất quê hương—Karelia! Người đã trao cho ta tất cả thời gian bởi số phận. Trường tồn qua nhiều thế kỷ, đất nước ta, Karelia! Những anh hùng trong truyện dân gian, giữa rừng và núi, Vẫn sống trên vùng đất của chúng ta cho đến ngày nay. Hát lên, ô bài hát! Kantele, hát to hơn Nhân danh vùng đất Karelia linh thiêng! Vùng đất quê hương—Karelia! Giai điệu sống động của ma thuật và ngụ ngôn. Ta thấy bình minh rạng rỡ của Người, Karelia! Ta thấy bình minh rạng rỡ của người, Karelia! |